# Giardino botanico di Thutmose III

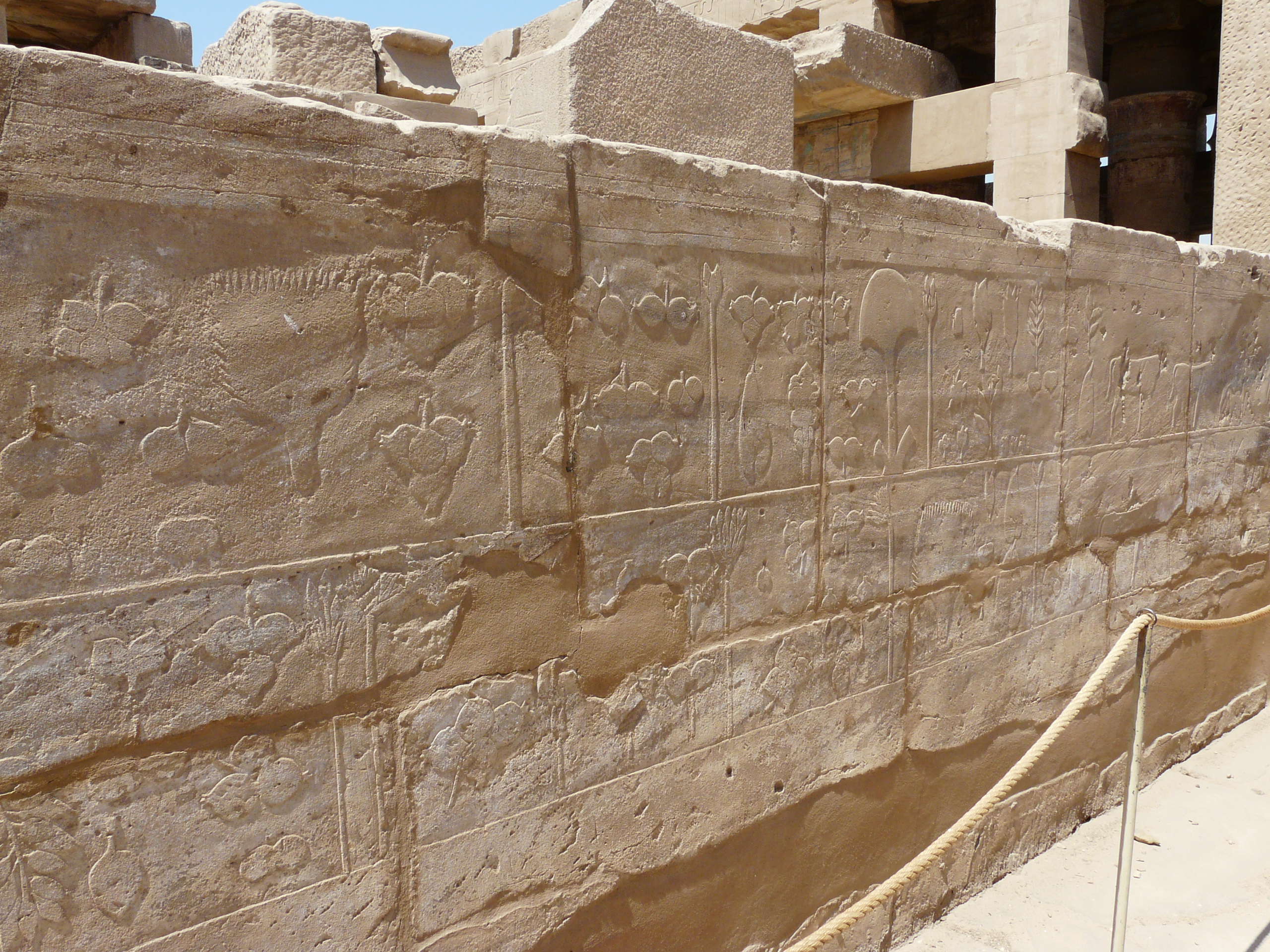
Dettaglio del Giardino botanico fra le rovine del tempio giubilare di Thutmose III (complesso templare di Karnak).

Il Giardino botanico di Thutmose III è un rilievo raffigurante fauna e soprattutto flora, risalente al momento di massimo splendore dell'Impero egizio; si trova sulle pareti di una sala prossima al tempio giubilare di Thutmose III, nel Recinto di Amon-Ra (complesso templare di Karnak). Dietro l'ampia sala delle Feste, Akh-menu, il faraone Thutmose III (1479–1425 a.C.) commissionò un grande ciclo decorativo con scene pastorali fra le più raffinate dell'arte egizia: le piante e gli animali che il re aveva riportato dalle sue campagne militari vittoriose nei paesi stranieri furono indicati ciascuno con il proprio nome e una didascalia descrittiva.
Thutmose III fu uno dei grandi faraoni-guerrieri della storia egizia ed espanse i confini del Paese sia a nord che a sud, collezionando una grande quantità animali rari e lussureggianti specie botaniche che fece immortalare sulle pareti del suo tempio giubilare.